# 小行星6833
小行星6833（英語：6833）是一颗围绕太阳公转的小行星。1993年3月19日，S. Shirai、早川修司在Hidaka发现了此天体。
这颗小行星的绝对星等为8.98533等。